# Chiesa di Santa Maria in Silva
La chiesa di Santa Maria in Silva è una chiesa di Brescia, situata a lato di Via Corsica, nell'ultimo tratto prima di Piazza della Repubblica. L'edificio, costruito su progetto dell'architetto Rodolfo Vantini fra il 1853 e il 1857, sostituì l'antica chiesa posta sull'altro lato della strada, che fu demolita. La chiesa, oltre a essere importante di per sé in quanto opera del Vantini, contiene alcune opere pittoriche di valore, fra cui un affresco di Angelo Inganni, una tela di Lattanzio Gambara e una di artista anonimo del Cinquecento.

## Storia
La presenza di una chiesa nel "Borghetto di San Nazaro", un conglomerato di abitazioni subito all'esterno della porta urbica di San Nazaro, è registrabile da tempi antichi, almeno dal Cinquecento, quando fu effettivamente edificata la prima chiesa. In realtà, l'esistenza di un luogo di culto nella zona, un "capitello" o una santella, è da anteporre di molto all'epoca cinquecentesca, comunque impossibile da datare in modo certo poiché non ne sono rimaste tracce. L'ipotesi è tuttavia verosimile, essendo queste santelle molto frequenti all'uscita delle porte urbiche, a Brescia come in molte altre città italiane.
La chiesa, di dimensioni e importanza modeste, è raramente citata nei documenti e se ne può trovar traccia solo negli atti delle visite pastorali ricevute negli anni, in particolare quella di San Carlo Borromeo nel 1580: nelle note lasciate dal santo la chiesa viene descritta come un luogo di preghiera minuscolo, ma bello e ornato di pitture, con un unico altare. Riferisce anche che alla chiesa è indecentemente addossata l'abitazione di un contadino. I suoi ordini sono di proteggere l'altare con una cancellata, di modificare la finestra in facciata e di trovare un'altra sistemazione al contadino per, eventualmente, utilizzare il fabbricato addossato come sacrestia. Nel 1849 viene denunciato il saccheggio della chiesa, difficilmente difendibile essendo fuori dalle mura, da parte dei soldati austriaci.

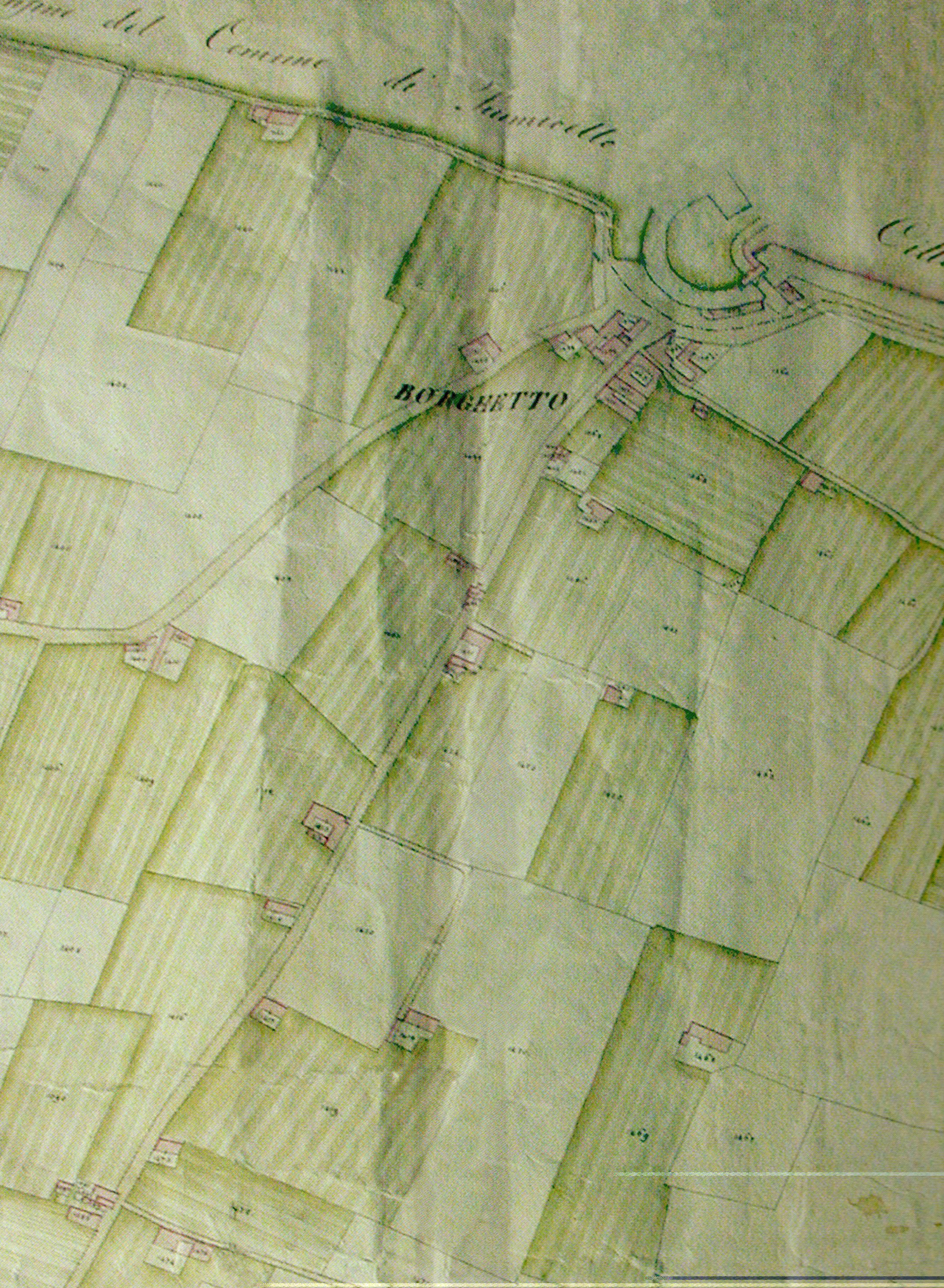
Il "Borghetto di San Nazaro" in una mappa catastale del 1823

È probabilmente questo l'evento, connesso all'ormai precaria condizione statica dell'edificio, che porta alla costruzione di nuova chiesa: il 4 giugno 1852 il prevosto Alessandro Fè scrive al vescovo Girolamo Verzeri che, con il consenso della popolazione, si è maturata l'idea di edificare una nuova chiesa di fronte al vecchio oratorio, sull'altro lato della strada, in un terreno generosamente donato da Bartolomeo Facchi, un'importante figura del mondo economico bresciano del periodo. L'autorizzazione al progetto da parte del vescovo Verzeri arriva solo quattro giorni dopo, l'8 giugno. Il 9 agosto avviene anche la visita pastorale alla chiesa dello stesso Verzeri, che ne constata le pessime condizioni materiali, ma anche il fervido culto che la popolazione del "borghetto" vi mantiene. La messa quotidiana nella chiesa, fra l'altro, era un onere al quale si adempiva addirittura dal 1623, quando un certo Giovanni Franchi lasciò in testamento alla "chiesetta della Madonna in Sylva" un'ortaglia vicina con tutti i suoi proventi, obbligando però alla messa quotidiana. Il testamento, oltretutto, voleva che, qualora la chiesa fosse stata distrutta, venisse posta una targa a ricordo del suo lascito nel ricostruito edificio. Nel caso invece l'edificio non fosse più stato ricostruito, la targa sarebbe stata apposta nella chiesa di San Carlo.
Il progetto viene affidato all'ormai noto e rinomato architetto Rodolfo Vantini e la solenne cerimonia per la posa della prima pietra viene celebrata il 14 agosto 1853, un anno dopo la nascita dell'idea. Il Vantini, fra l'altro, offre il suo lavoro in cantiere gratis, richiedendo solamente che gli venissero corrisposte le ore impiegate per tracciare i disegni del progetto, uno dei suoi ultimi, e la carta utilizzata. La demolizione delle mura della città nella zona di San Nazaro, che si sta effettuando proprio in quei mesi, consente al cantiere di reperire facilmente e in breve tempo materiale da costruzione, soprattutto blocchi di solida pietra già squadrati per muri e fondazioni.
Il 22 novembre 1855 la fabbrica ottiene un finanziamento dal Ministero del Commercio, Industria e Pubbliche Costruzioni, conseguenza del vantaggio, già intravisto tempo prima, della vicinanza della chiesa con la nuova stazione ferroviaria, inaugurata l'anno precedente: la chiesa avrebbe infatti facilmente permesso l'adempimento ai bisogni religiosi di ferrovieri e viaggiatori, evitando così di costruire una cappella nella stazione. Pochi mesi dopo, riguardo a questo, verrà tracciato anche un "tipo visuale", uno schizzo planimetrico a dimostrazione della comoda vicinanza fra la stazione e la chiesa, e viene decisa la sua intitolazione, "Santa Maria del Buon Viaggio", evidentemente in relazione con la sua posizione accanto all'ormai demolita porta urbica di San Nazaro, dalla quale mercanti e viaggiatori uscivano dalla città per recarsi a Cremona. Nello stesso anno, oltretutto, un'epidemia di colera porta a ulteriori finanziamenti attraverso i numerosi lasciti e testamenti redatti a favore del completamento della chiesa. L'8 giugno 1857 la Commissione della Fabbrica comunica a Bartolomeo Facchi l'intenzione di vendere all'asta "la vecchia chiesetta di Santa Maria e locali attigui" e il proposito di passare all'imprenditore il ricavato per compensare quanto il benefattore "avrà speso per rendere ufficiabile la nuova".

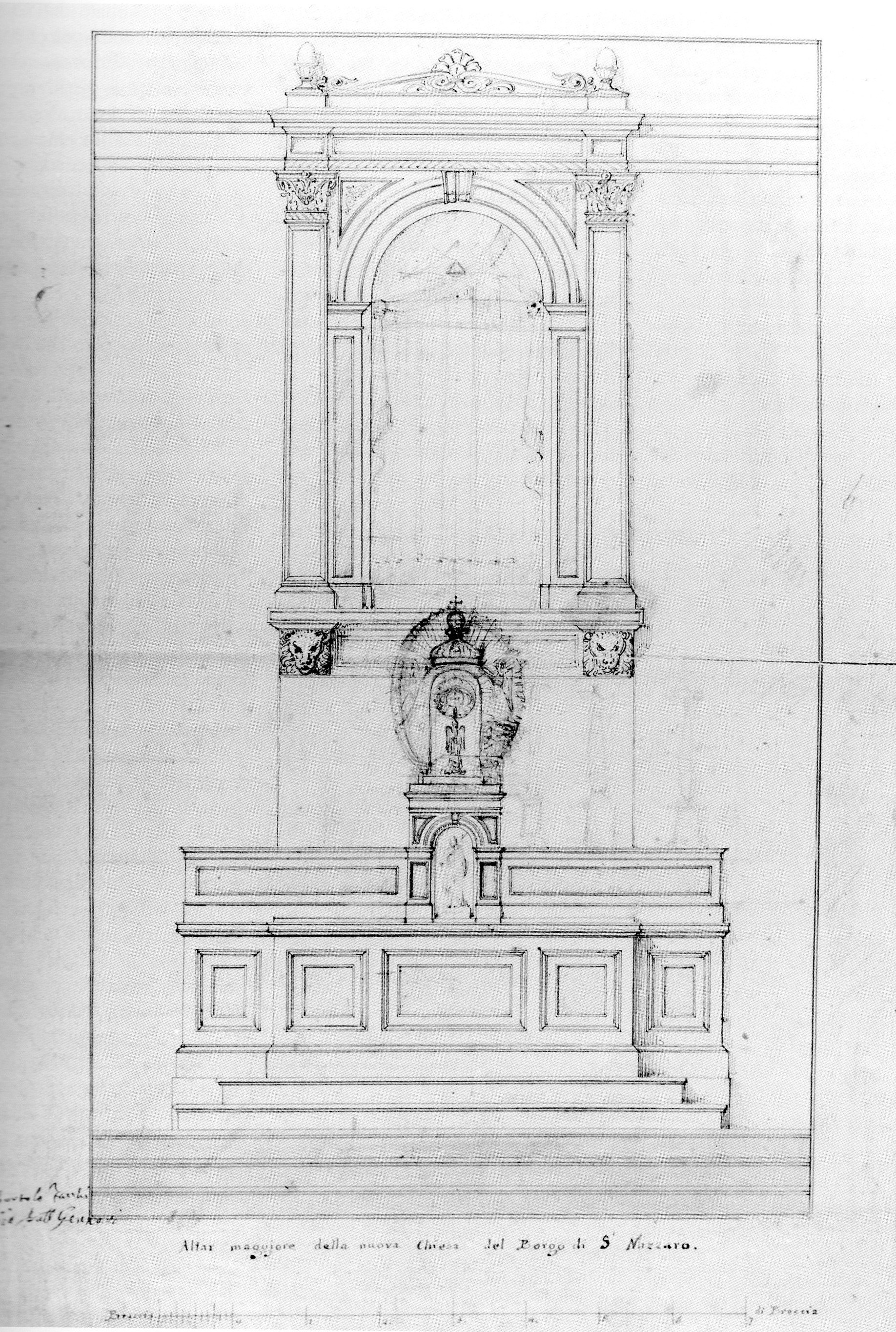
Il disegno del Vantini per l'altare maggiore

La solenne cerimonia per la benedizione della nuova chiesa viene celebrata il 27 novembre 1857 e il titolo scelto precedentemente, "Santa Maria del Buon Viaggio", trova solo un tiepido riscontro, preferendo la pietà popolare la denominazione della chiesetta originaria ormai demolita, "Santa Maria in Silva", considerando il nuovo edificio come continuazione di quella vecchia realtà, cosa che in effetti era. Si diffonde anche il titolo popolare di "Santa Maria dei Custù", con l'antico riferimento alla produzione orticola della zona. Nei mesi successivi, il decoro della chiesa con arredi, pitture e suppellettili diventa motivo di varie donazioni, ad esempio da parte della facoltosa famiglia Averoldi, che dona una muta di candelieri. La pala dell'altare maggiore viene restaurata, anche se con qualche libertà di troppo (vedi dopo). Accade anche un evento curioso: il 23 ottobre 1858 la Commissione della Fabbrica inoltre supplica al Governo di ottenere tre statue e due obelischi decorativi "che si trovano a solo inutile ornamento sulla facciata dell'abbandonata chiesa di Santa Giulia in Brescia di diritto demaniale e ridotta ad uso di caserma" per decorare la nuova facciata di Santa Maria in Silva. Fortunatamente, la petizione non ha esito positivo.
Il 18 novembre dello stesso anno la Commissione della Fabbrica inoltra richiesta alla fabbriceria della collegiata dei Santi Nazaro e Celso, dalla quale Santa Maria in Silva dipendeva, di ottenere, a compimento della decorazione interna, una tela di Lattanzio Gambara presente nella chiesa, lì utilizzata solo a decorazione di una parete della cappella della Natività. La richiesta viene concepita come prestito e, in quanto tale, la fabbriceria di San Nazaro l'accoglie, dieci giorni dopo, con la clausola di consegnare in cambio una ricevuta dove si sottoscrivesse l'impegno a restituire la tela "qualvolta ciò tornasse del caso". La ricevuta, ovviamente, tarderà moltissimo ad arrivare e sarà consegnata, dopo numerosi solleciti, solo il 10 marzo 1860, quasi un anno e mezzo dopo la consegna del quadro. Vicenda simile si ha anche con una tela di Bernardo Strozzi, portata via, assieme a molte altre, all'inizio del secolo dalla chiesa di San Pietro in Oliveto, con le buone intenzioni di preservarla dall'imminente occupazione austriaca e mai più restituita dal Seminario Diocesano, dove era stata portata. La richiesta di ottenerla per decorare l'interno della chiesa risale al 25 novembre 1859, un anno dopo la richiesta della tela del Gambara, ma già il 14 settembre 1860, l'anno successivo, la tela viene restituita a causa delle troppo onerose spese per il restauro.
Il resto della chiesa, comunque, mentre accadevano queste vicende, veniva man mano completato: nei primi mesi del 1859 l'ingegnere Lorenzo Ridolo ne sottoscrive la stabilità, mentre a metà dell'anno seguente, il 1860, il noto pittore bresciano Angelo Inganni, riceve la commissione per la pala dell'altare di San Bartolomeo. La richiesta è per un quadro a olio ma, su consiglio dello stesso Inganni, l'opera sarà realizzata in affresco, poiché, secondo un suo giudizio, l'altare dove sarebbe stata posta riceveva la luce del sole secondo una particolare direzione che avrebbe causato un continuo riflesso sulla pala, impedendo di vederla chiaramente e di apprezzarla. La vecchia chiesa sull'altro lato della strada, intanto, era già stata demolita per metà con l'allargamento della strada e il definitivo abbattimento si registra nel dicembre del 1861. Nel 1862 viene anche attuato l'omaggio commemorativo della generosità di Giovanni Franchi, adempiendo al testamento di quasi duecento anni prima, con la fabbricazione e il posizionamento di una targa a ricordo del suo lascito.
Nel 1865 viene consegnato l'organo della ditta Tonoli, che riceve un compenso di 250 lire, mentre l'anno successivo viene pagata, per sei marenghi e mezzo, la Via Crucis realizzata da Giuseppe Capitanio.
Nell'ultimo trentennio dell'Ottocento la chiesa accusa una gravissima situazione economica, causata dall'emanazione delle leggi sull'Eversione dell'asse ecclesiastico che obbligano a "devolvere" allo Stato le cappellanie in fruizione, cioè i regolari contributi delle famiglie che avevano nella chiesa di Santa Maria in Silva la loro cappella patronale. Praticamente, la chiesa viene privata di qualsiasi entrata economica, non contando le modestissime e comunque inservibili elemosine dei fedeli. La situazione migliora finalmente all'inizio del Novecento.
Nel 1903 vengono realizzati, per mano di Cesare Bertolotti, gli affreschi nei quattro pennacchi della cupola e nella calotta dell'abside. Nel 1927 tornano invece a farsi sentire le frizioni nate a metà Ottocento con la fabbriceria di San Nazaro sulla questione della tela del Gambara: il direttore dei Civici Musei Giorgio Nicodemi avverte San Nazaro che la loro tela, conservata a Santa Maria in Silva, presenta due forti lacerazioni dovute a bruciature: i Nazariani subito dirottano il carico di responsabilità sulla chiesa di Santa Maria, responsabilità che in effetti deteneva secondo gli accordi originali.
Il 14 febbraio 1944, un'incursione aerea bombarda la zona della Stazione e la chiesa di Santa Maria in Silva ne esce gravemente lesionata, rimanendo chiusa al pubblico per diversi anni. I lavori di restauro avranno inizio solamente nel maggio del 1949.
Gli ultimi interventi di rilievo nella chiesa si registrano nel 1984, quando subisce un restauro complessivo, e nel 1986, quando il presbiterio viene adeguato alle direttive del Concilio Vaticano II con l'introduzione dell'altare centrale isolato, scelto e costruito in linea con il gusto neoclassico vantiniano.
Ultimo intervento all'interno è la conversione a battistero della cappella di destra ospitante la tela del Gambara, nella quale viene inserito il fonte battesimale in marmo con coperchio in bronzo e un bassorilievo riproducente Piazza San Pietro il prospettiva, entrambi opera di Virginio Faggian. Nel 2002 viene rifatta la pavimentazione del sagrato, mentre nel corso del 2003 la tela del Gambara viene sottoposta a restauro. Nel 2024 venne messo a restauro l'Organo della chiesa.

## Struttura

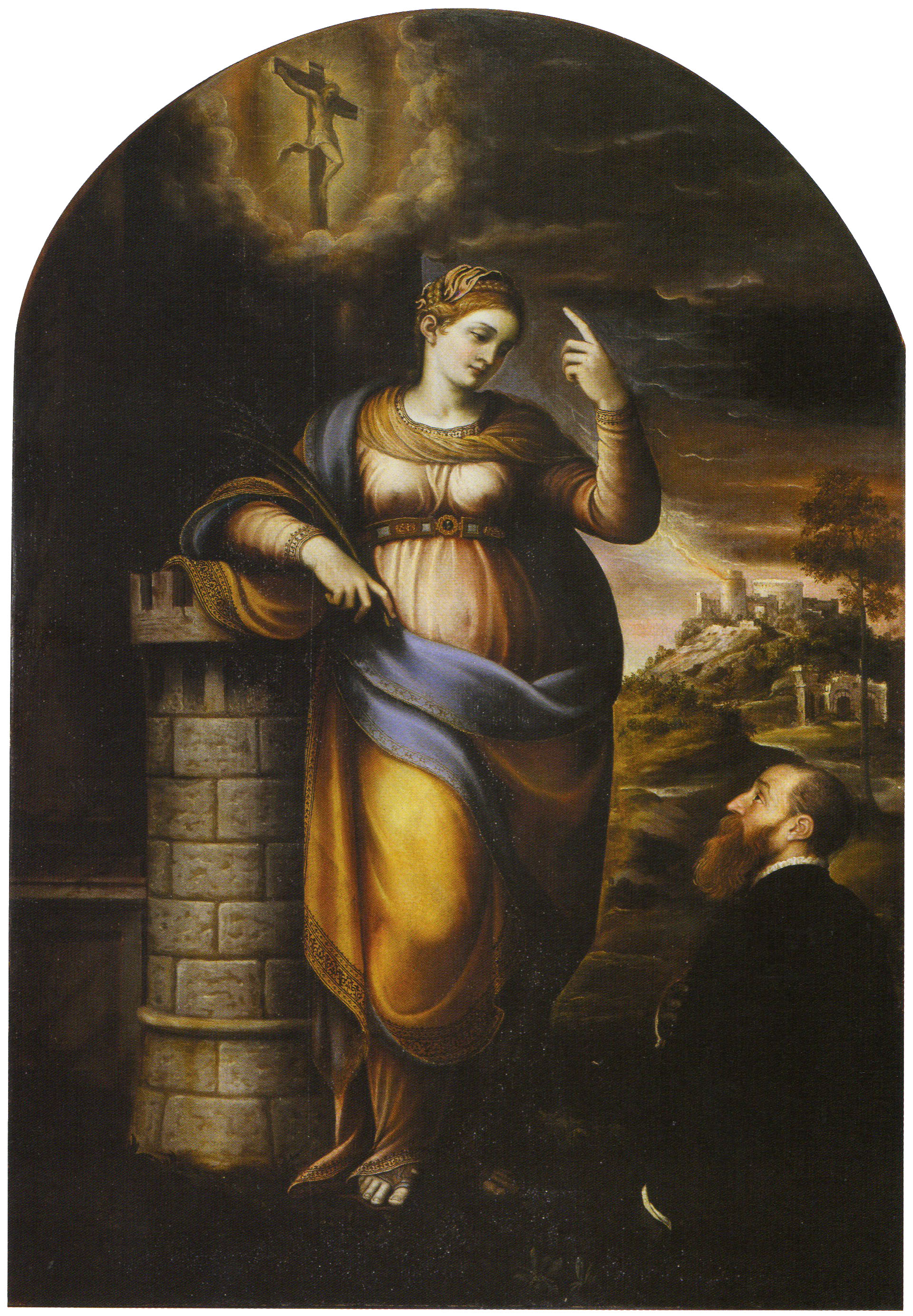
Lattanzio Gambara, Santa Barbara e un devoto, 1558 circa, altare destro

L'edificio, esternamente e internamente, si mantiene coerente al suo stile generale, il neoclassico. Nell'edificio si hanno comunque influenze rinascimentali e, per alcuni tratti, anche paleocristiane, segno che non si tratta di vero neoclassicismo settecentesco, ma un neoclassicismo ottocentesco già rielaborato e lontano dai suoi principi originali, cioè riscoprire e applicare rigorosamente l'arte e l'architettura classiche. Si tratta, in sostanza, di un modesto ed elegante eclettismo, che comunque mantiene visibilmente uno stile omogeneo generale, appunto quello neoclassico.

### Esterno
L'esterno dell'edificio appare molto semplice ma ricco di elementi architettonici: l'alzato è diviso su due ordini, quello superiore visibilmente rientrante rispetto a quello inferiore, entrambi idealmente retti da lesene di un semplice ordine architettonico a fascia. Le lesene d'angolo sono a finto bugnato. Entrambi gli ordini sono conclusi da una leggera trabeazione poco aggettante e nell'ordine inferiore, fra le lesene, si aprono delle finestre arcuate un poco strombate. Anche la facciata segue la ripartizione su due ordini e, in questa zona, sono accentuate le influenze di gusto paleocristiano: è presente un pronao sporgente a tre arcate, rette da due colonne ioniche libere centrali e da due lesene, dello stesso ordine, in corrispondenza dei pilastri di chiusura laterali. L'ordine superiore, notevolmente più arretrato rispetto a quello inferiore, è decorato solamente da un finestrone a serliana e concluso in sommità da un timpano triangolare.
Davanti alla chiesa è posto un piccolo sagrato, al quale si accede dalla strada mediante tre gradini, dove è posto un vialetto lastricato che conduce alla chiesa circondato, sui due lati, da un prato erboso. Il sagrato, inoltre, è separato dall'esterno tramite una recinzione a balaustra che ha origine, e infine si innesta, sulle ali laterali sporgenti della chiesa.
La chiesa è dotata di campanile, nella zona posteriore, sul fianco sud. La cella campanaria, a contrario del restante edificio, ha linee architettoniche piuttosto complesse: gli angoli sono trattati a lesene bugnate e su ogni lato vi sono ampie aperture arcuate dotate di balaustra, ognuna coronata da un timpano triangolare. Una cupoletta conclude in sommità il campanile, circondata sugli angoli del quadrato sottostante da "fiamme" in marmo. Il campanile, fra l'altro, doveva avere un gemello simmetrico, sull'altro lato della chiesa, chiudendo coerentemente l'elegante facciata. Fu costruito solo il tronco aderente al muro perimetrale della chiesa, ma non fu mai completato e la sezione monca fu coperta allungando un poco la falda del tetto.

### Interno
L'interno della chiesa segue lo stile e l'idea generali utilizzati all'esterno, cioè forme semplici, ma eleganti e con una particolare attenzione alle finiture. La pianta è abbastanza singolare: la navata è unica, ma in corrispondenza dell'ingresso si ha un breve tronco rettilineo coperto da una volta a botte, mentre oltre questo si ha il nucleo della chiesa, composto da un ampio ambiente semicircolare coperto da relativa semicalotta. In linea con l'asse centrale si prolunga il presbiterio di pianta quadrata, coperto da una cupoletta. Sul fondo è infine posta l'abside, coperta nuovamente da una semicupola. Le pareti interne sono decorate da un ordine di lesene corinzie, fra le quali si aprono gli altari laterali, che sostiene una trabeazione aggettante, sulla quale si imposta la prima la volta a botte che copre l'area dell'ingresso e la semicupola nell'ambiente principale. L'organo, con relativa cantoria, è collocato sopra l'ingresso. Nel complesso, dunque, l'interno richiama agli edifici a pianta centrale, pur mantenendo evidenziato un asse principale e generando una commistione fra diversi schemi architettonici, idea già utilizzata in facciata.

## Opere

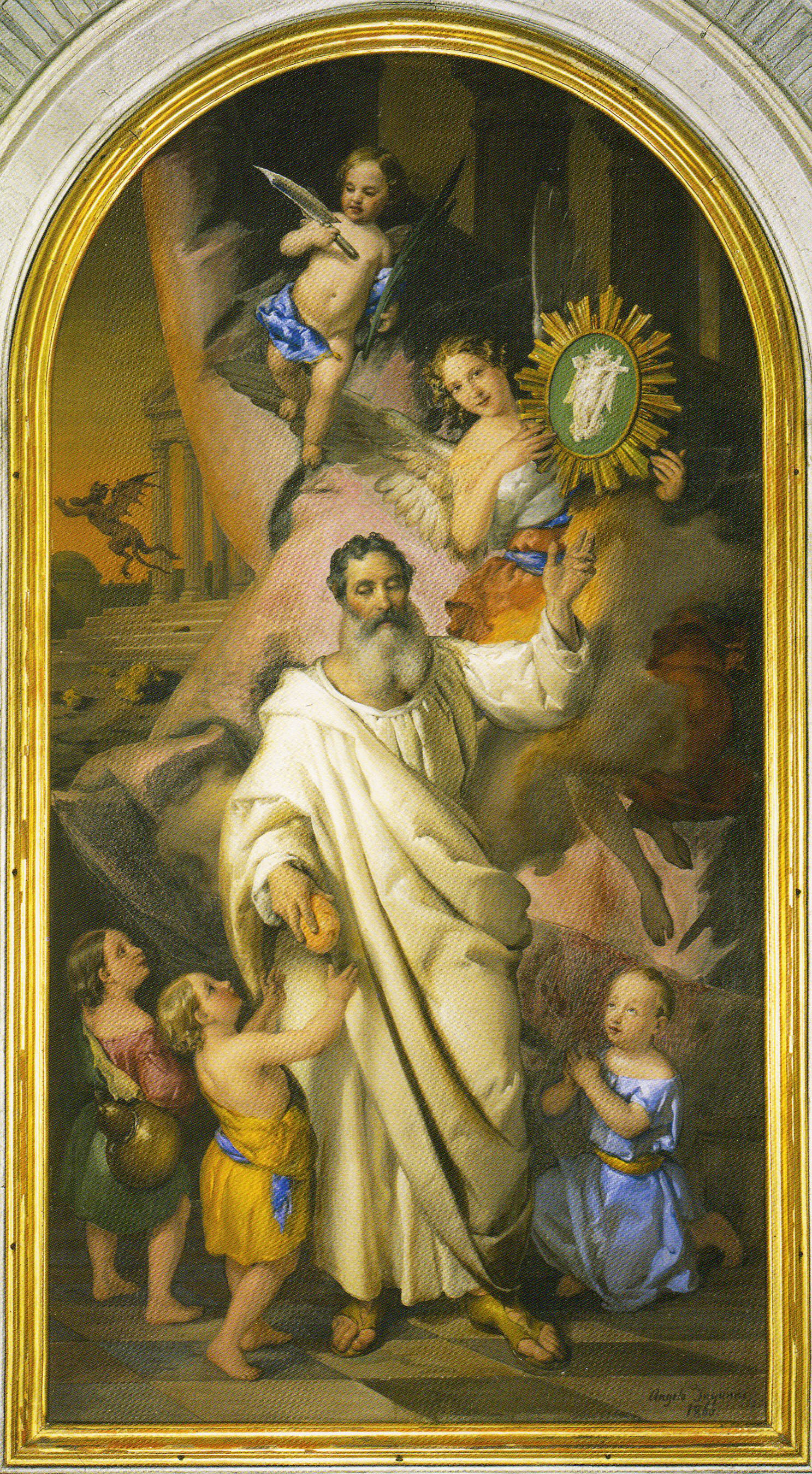
Angelo Inganni, San Bartolomeo, 1860, altare sinistro

La chiesa, di recente costruzione e modesta importanza, non ha avuto tempo né modo di arricchirsi di opere d'arte: le poche presenti sono comunque degne di nota. Sostanzialmente, le opere d'arte presenti nella chiesa sono tutte di tipo pittorico, rappresentate dalle pale degli unici due altari laterali, la pala dell'altare maggiore e gli affreschi del presbiterio.
Tra queste opere spicca soprattutto Santa Barbara e un devoto di Lattanzio Gambara proveniente dalla collegiata dei Santi Nazaro e Celso, dalla quale originariamente la chiesa dipendeva. Il dipinto, all'altare destro, è databile al 1558 circa e presenta influenze del Moretto, inusuali nell'arte del Gambara.
L'altare sinistro è invece decorato dal San Bartolomeo di Angelo Inganni, dipinto appositamente ad affresco nel 1860. La commissione deriva, molto probabilmente dallo stesso Bartolomeo Facchi che nel 1852 aveva donato il terreno su cui costruire la chiesa. L'affresco è uno dei pochi esempi di arte sacra nella produzione artistica dell'Inganni, noto come paesaggista e ritrattista.

### Organo a canne
L'organo a canne fu costruito da Giovanni Tonoli nel 1850 ed è stato restaurato nel 1981 da Pedrini. Collocato sulla cantoria in controfacciata, ha le canne di mostra incorniciate fra due lesene corinzie dipinte a finto marmo; la consolle è costituita dalla tastiera di 58 tasti, dalla pedaliera a leggio e dalla registriera disposta su un'unica colonna sulla destra. Ha 19 registri. Venne restaurato nel 2024.

## Galleria d'immagini

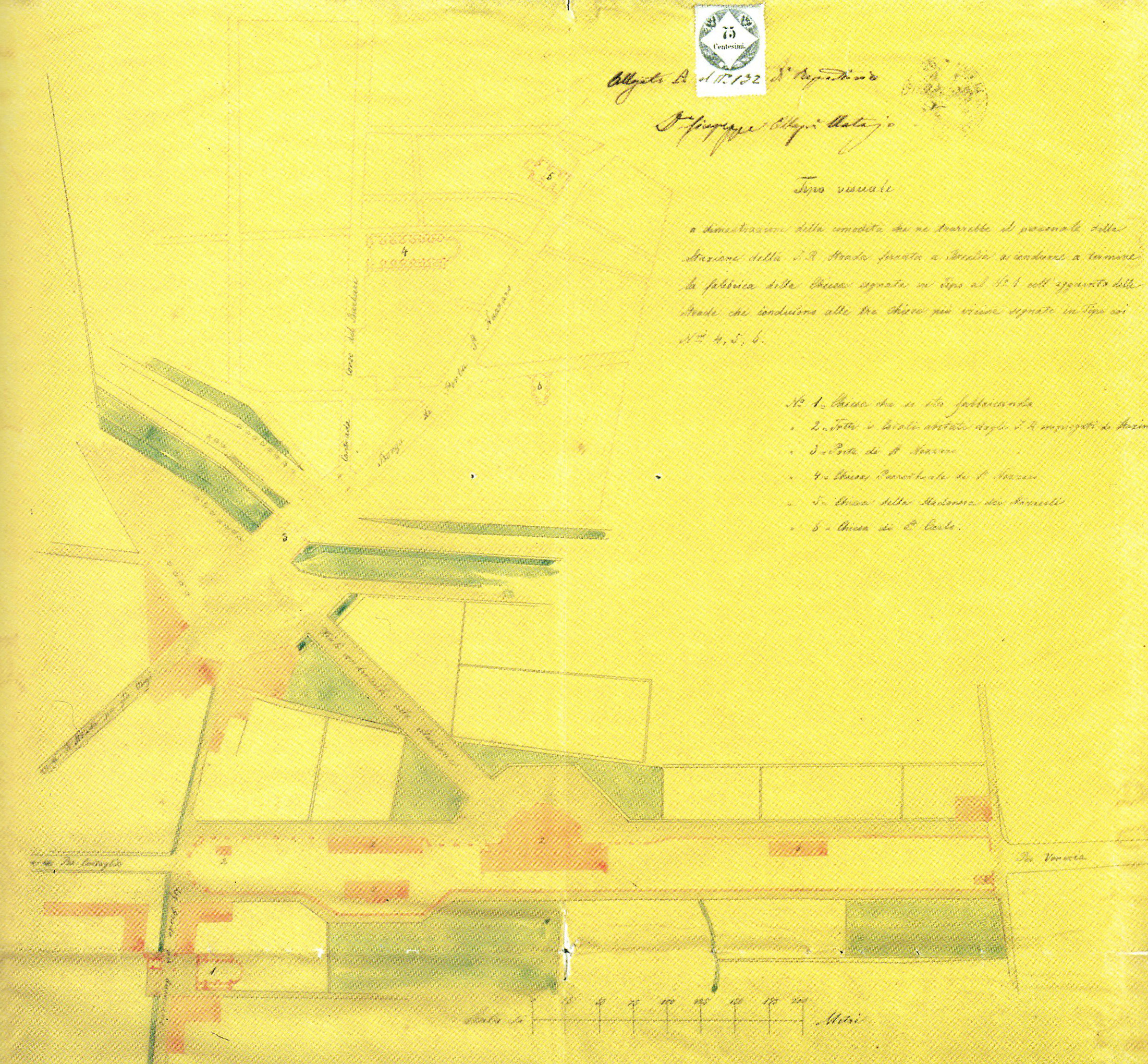
Il "tipo visuale" redatto nel 1856 per evidenziare l'agevole vicinanza tra la chiesa e la stazione ferroviaria
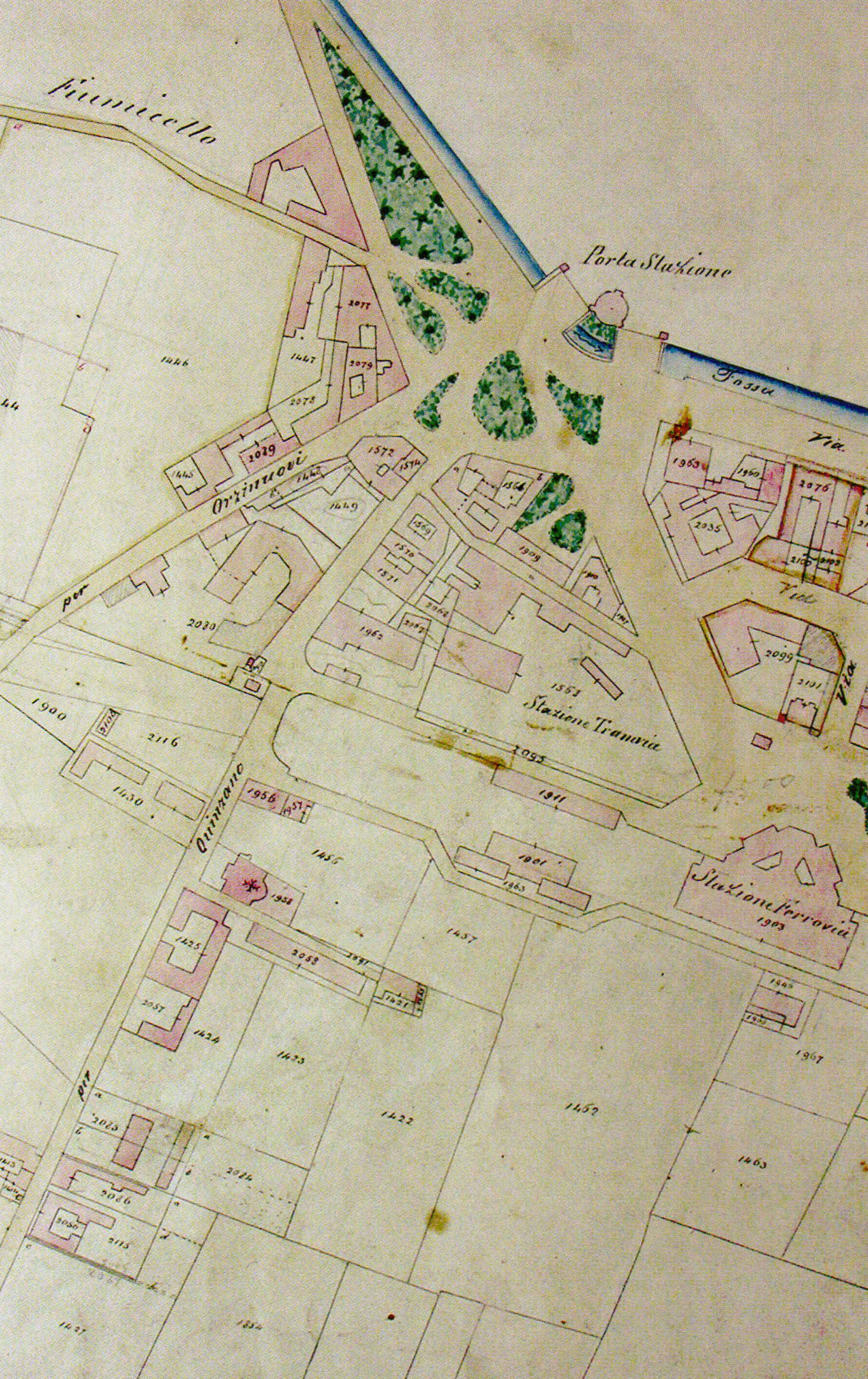
Il Borgo di San Nazaro in una mappa catastale del 1899. Notare le mura già abbattute e la nuova chiesa, già costruita